# Pachyta erebia
Pachyta erebia (лат.) — вид жесткокрылых насекомых из подсемейства усачиков (Lepturinae) семейства усачей (Cerambycidae). Распространён в Японии. Длина тела имаго 14—22 мм. Третий членик усика немного длиннее четвёртого. Надкрылья красно-желтые, по их внешнему краю от середины к кончику тянется чёрная полоса. Окукливание происходит в почве.

## Классификация
Выделяют 2 вариетета:
- Pachyta erebia var. kusamai Hayashi, 1955
- Pachyta erebia var. tamanukii Hayashi & Iga, 1945